# Elena Milashina
Elena Milashina (en ruso: Милашина, Елена; 1978) es una periodista de investigación rusa en el periódico ruso Novaya Gazeta. En 2009 fue galardonada con el Premio Alison Des Forges de Human Rights Watch por su activismo.

## Biografía
Elena Milashina nació el 28 de octubre de 1977 en la ciudad de Dalnegorsk, Krai de Primorie. Estudió en una escuela en la ciudad de Amursk. En 1994-1995, participó en el Future Leaders Exchange (Programa de intercambio FLEX),que le ayudó a ingresar en la Universidad Estatal de Moscú. 
En 1997, Elena Milashina comenzó a trabajar como reportera y periodista para Novaya Gazeta, mientras estudiaba. Una de sus mentoras fue Anna Politkovskaya. En 2000, Elena Milashina publicó una serie de materiales sobre el desastre del submarino nuclear de Kursk, por el cual recibió el premio Golden Pen of Russia de la Unión de Periodistas de Rusia en la categoría de Investigaciones periodísticas. En 2001 se graduó de la Facultad de Periodismo de la Universidad Estatal de Moscú. 
Las áreas de interés profesional de Elena Milashina incluyen corrupción, violaciones de los derechos humanos en el norte del Cáucaso y Chechenia, en particular, la investigación del acto terrorista en Beslán (2004), los asesinatos de Anna Politkovskaya (2006) y Natalya Estemirova (2009) y el conflicto en Osetia del Sur (2008). En octubre de 2009, Elena Milashina se convirtió en la ganadora del premio anual de la organización internacional de derechos humanos Human Rights Watch. 
Continúa las investigaciones iniciadas por su colega Anna Politkovskaya, quien fue asesinada en Moscú en 2006, y sus propias investigaciones independientes sobre los sucesos en el norte del Cáucaso.

## Ataques e intimidaciones
En la madrugada del 5 de abril de 2012, Milashina, junto con su amiga Ella Asoyan, fue atacada por dos asaltantes desconocidos en el barrio Balashikha de Moscú.
En 2013 recibió el Premio Internacional a las Mujeres de Coraje. 
Durante su visita a Grozny, Chechenia, el 6 de febrero de 2020, para asistir a un juicio, Milashina y la abogada de derechos humanos Marina Dubrovina fueron atacadas y golpeadas por desconocidos en el vestíbulo del hotel Kontinental.
Novaya Gazeta informaba el 8 de febrero de 2022 que Milashina se ha visto obligada a abandonar Rusia contra su voluntad debido a las amenazas que recibe del entorno de Kadyrov. Amnistía Internacional inició una campaña para apoyar a esta periodista.
En julio de 2023, Milashina y Alexander Nemov se disponían a acudir a la lectura de sentencia en el juicio de Zarema Musayeva, cuando de camino desde el aeropuerto de Grozny son asaltados y apaleados, al tiempo que destruyen el material que llevaban y les exigen que desbloqueen sus teléfonos móviles. Los asaltantes le raparon la cabeza, la rociaron con verde de malaquita y le rompieron los dedos. También la amenazaron con que no escribiera ningún artículo, según la asociación Memorial.